# The Diamond Makers
The Diamond Makers est un film muet américain réalisé par Robert Z. Leonard et sorti en 1913.

## Fiche technique
- Réalisateur : Robert Z. Leonard
- Date de sortie : États-Unis : 11 septembre 1913

## Distribution
- Margarita Fischer : Shedah
- Robert Z. Leonard : le détective Westerly
- James McQuarrie
- Joseph Singleton